# Павинское сельское поселение
Па́винское се́льское поселе́ние — муниципальное образование в составе Павинского района Костромской области России.
Административный центр — село Павино.
Законом Костромской области от 20 апреля 2019 года № 543-6-ЗКО к Павинскому сельскому поселению присоединено Крутогорское сельское поселение.

## История
Павинское сельское поселение образовано 30 декабря 2004 года в соответствии с Законом Костромской области № 237-ЗКО, установлены статус и границы муниципального образования.
13 апреля 2012 года в соответствии с Законом Костромской области № 211-5-ЗКО в состав Павинского сельского поселения включены упразднённые Доброумовское и Медведицкое сельские поселения.
В соответствии с Законом Костромской области от 20.04.2019 № 543-6-ЗКО «О преобразовании некоторых муниципальных образований в Павинском муниципальном районе Костромской области и внесении изменений в Закон Костромской области „Об установлении границ муниципальных образований в Костромской области и наделении их статусом“» Крутогорское сельское поселение Павинского муниципального района было присоединено к Павинскому сельскому поселению.

## Население
| 2008  | 2010  | 2012  | 2013  | 2014  | 2015  | 2016  |
| ----- | ----- | ----- | ----- | ----- | ----- | ----- |
| 4123  | ↘3411 | ↘3370 | ↗3580 | ↘3492 | ↘3351 | ↘3280 |
| 2017  | 2018  | 2019  | 2020  | 2021  |       |       |
| ↘3197 | ↘3142 | ↘3096 | ↗3171 | ↘2666 |       |       |

## Состав сельского поселения
| №  | Населённый пункт     | Тип населённого пункта       | Население |
| -- | -------------------- | ---------------------------- | --------- |
| 1  | Аверино              | деревня                      | ↘4        |
| 2  | Артюгино             | деревня                      | →0        |
| 3  | Большая Лисья        | деревня                      | ↗4        |
| 4  | Большая Медведица    | деревня                      | ↗1        |
| 5  | Большой Волмыш       | деревня                      | ↗4        |
| 6  | Большой Завраг       | деревня                      | ↘51       |
| 7  | Большой Пызмасс      | деревня                      | ↘14       |
| 8  | Бурковщина           | деревня                      | ↘80       |
| 9  | Вахрушата            | деревня                      | ↘2        |
| 10 | Вторая Высокая Дерба | деревня                      | →0        |
| 11 | Второй Стариковский  | деревня                      | ↗5        |
| 12 | Высокая              | деревня                      | →0        |
| 13 | Высокая Лисья        | деревня                      | ↘13       |
| 14 | Дербица              | деревня                      | ↗1        |
| 15 | Доброумово           | посёлок                      | ↘176      |
| 16 | Евтюхино             | деревня                      | ↗20       |
| 17 | Журавли              | деревня                      | →0        |
| 18 | Зубаревская          | деревня                      | →0        |
| 19 | Зяблуха              | деревня                      | →0        |
| 20 | Каменная Лывка       | деревня                      | →0        |
| 21 | Кузюг                | деревня                      | →0        |
| 22 | Кузюгский Выселок    | деревня                      | ↘2        |
| 23 | Липово               | деревня                      | →0        |
| 24 | Ляпустинцы           | деревня                      | ↘2        |
| 25 | Малая Лисья          | деревня                      | →0        |
| 26 | Малый Волмыш         | деревня                      | →0        |
| 27 | Малый Завраг         | деревня                      | ↘13       |
| 28 | Медведица            | село                         | ↗134      |
| 29 | Опалиха              | деревня                      | →0        |
| 30 | Павино               | деревня                      | →0        |
| 31 | Павино               | село, административный центр | ↗3067     |
| 32 | Павинский Выселок    | деревня                      | →0        |
| 33 | Первый Бурковский    | деревня                      | →0        |
| 34 | Первый Стариковский  | деревня                      | ↗15       |
| 35 | Першонки             | деревня                      | →0        |
| 36 | Плешковский          | починок                      | →0        |
| 37 | Ребровка             | посёлок                      | ↗12       |
| 38 | Северянка            | деревня                      | →0        |
| 39 | Скородумово          | деревня                      | ↗1        |
| 40 | Солдатово            | деревня                      | →0        |
| 41 | Старая Заречная      | деревня                      | ↗34       |
| 42 | Суворовцы            | деревня                      | →0        |
| 43 | Титовцы              | деревня                      | →0        |
| 44 | Фурово               | деревня                      | ↘241      |
| 45 | Черёмошница          | деревня                      | →0        |
| 46 | Шайма                | село                         | ↗44       |
| 47 | Шараниха             | деревня                      | ↘18       |
| 48 | Шубот                | село                         | →0        |
| 49 | Егорово              | деревня                      | ↘10       |
| 50 | Лукина Гора          | деревня                      | →0        |
| 51 | Малая Дунилиха       | деревня                      | →0        |
| 52 | Новожиловцы          | деревня                      | →0        |
| 53 | Носыриха             | деревня                      | ↘0        |
| 54 | Шайменский           | посёлок                      | ↗358      |